# Dobrosilla
Dobrosilla (ukr. Добросілля) – wieś na Ukrainie, w obwodzie chersońskim, w rejonie chersońskim, w hromadzie Wełyki Kopani. W 2001 liczyła 376 mieszkańców, spośród których 320 wskazało jako ojczysty język ukraiński, 23 rosyjski, 7 mołdawski, a 26 ormiański.